# La République noire
Pour plus de détails, voir Fiche technique et Distribution.
La République noire (그들도 우리처럼, Geudeuldo uricheoreom, littéralement « ils sont comme nous ») est un film sud-coréen réalisé par Park Kwang-su, sorti en 1990.

## Synopsis
Pendant l'hiver, un homme prétendant s'appeler Kim Ki-young se cache dans un village minier alors qu'il est recherché par la police.

## Fiche technique
- Titre : La République noire
- Titre original : 그들도 우리처럼 (Geudeuldo uricheoreom)
- Titre anglais : Black Republic
- Réalisation : Park Kwang-su
- Scénario : Choi In-seok, Kim Seong-su, Park Kwang-su et Yoon Dae-seong
- Musique : Kim Su-chol
- Photographie : You Yong-kil
- Montage : Kim Hyeon
- Production : Lee Woo-seok
- Société de production : Dong-a Exports
- Pays :  Corée du Sud
- Genre : Drame
- Durée : 100 minutes
- Dates de sortie : 
  -  Corée du Sud : 10 novembre 1990

## Distribution
- Shim Hye-jin : Song Young-sook
- Kim Jin-hui
- Kim Min-oe
- Lee Il-woo
- Park Gyu-chae
- Park Joong-hoon : Lee Sung-chol
- Moon Sung-keun : Han Tae-hoon
- Ya Chin-yeu

## Distinctions
Le film a reçu le Blue Dragon Film Award du meilleur film.